# Сто минута Славе
Стo минута Славе (хрв. Sto minuta Slave) је хрватски биографски драмски филм из 2004. редитеља Далибора Матанића.
Заснива се на животној, углавном љубавној, причи сликарке Славе Рашкај, која је живела крајем 19. века и прерано умрла почетком 20. века. Тежиште приче је њено уметничко долазак у односи са својим ментором и љубавником, хрватским сликаром Белом Чикошем. Њу игра тотално деформисана Сања Вејновић, која сликару није дала ни харизму ни аутентичност што би се очекивало од једне тако „бунтовне” жене у то време, док Чикоша игра Мики Манојловић, такође тотално деформисан, који није показао ни мрвицу страсти, упркос страсном залагању што је дефинисало његов однос са Славком.

## Радња
Филм почиње као нешто што би Жан-Пјер Жене дочарао, бајковитом мешавином комедије, апсурда и драме, која нам приказује глуву девојчицу Славку и неспремност њеног окружења и породице да се с њом обрачуна. Након тога одлази у Загреб на студије и ту почиње костимирана драма која сваким појављивањем Микија Манојловића својим преигравањем клизи у пародију на исто, или у клишејску и стерилну костимирану ТВ драму сваки пут када Матанић покуша да дочара за нас прилике тог времена, како елитних тако и уметничких кругова. „Псеудо“ стоји и испред драме и испред филозофирања и испред уметности.
Јадна Славка, која је требало да буде феминистичка хероина Хрватске (не само тог доба), сведена је на полупослушну љубавницу ожењеног мушкарца, коме је њена родна породица задала последњи ударац пославши је у душевну болницу, где је и завршила. Филм не успева да нам покаже уметничку посебност Славке, а не показује ни Бела, па смо принуђени да се сналазимо и овде. Јефтино, квазиконзервативно лицемерје лежи у свим сукобима у филму, праћено дрвеном, неуједначеном и псеудо-глумом.

## Улоге
| Глумац          | Улога             |
| --------------- | ----------------- |
| Сања Вејновић   | Слава Рашкај      |
| Мики Манојловић | Бела Чикош Сесија |
| Вили Матула     | Рапачки           |
| Наташа Лушетић  | Јустина           |
| Крунослав Шарић | Славин отац       |
| Нада Гачешић    | Славина мајка     |
| Лука Петрушић   | Славин брат       |
| Дарко Рундек    | Шарл Дабијер      |
| Маја Анушић     | Млада Слава       |
| Ивана Боланча   | Клара             |
| Јасна Бери      | Марица            |
| Крешимир Микић  | Имри вереник      |
| Бојан Навојец   | Марко из Салона   |
| Милан Живковић  | лав из Салона     |

## Награде
Филм је добио Златне арене за споредну мушку улогу и костимографију.